# 大八木喬輔
大八木 喬輔（おおやぎ きょうすけ、1881年7月 - 没年不詳）は、日本の陸軍法務官、弁護士。

## 経歴
福岡県遠賀郡底井野村（現・中間市）に生まれる。1900年福岡県中学修猷館、1904年7月第一高等学校独法科を経て、1907年7月京都帝国大学法科大学法律学科（独法）を卒業。
卒業後、直ちに志願兵として小倉歩兵第14連隊に入隊し三等主計に任官。1909年東京第1師団軍法会議法務官、次いで岡山第17師団軍法会議法務官、1912年台湾総督府軍法会議法務官、1916年青島守備軍軍法会議法務官兼青島守備軍法院裁判官、1920年小倉第12師団軍法会議法務官を歴任し、軍事法務上の一大権威と称されるが、1925年官を辞し、小倉市で弁護士を開業。